# Scalenus fulvus
Scalenus fulvus là một loài bọ cánh cứng trong họ Cerambycidae.